# Championnat de Tunisie de football 1985-1986
Navigation
Saison précédente Saison suivante
La saison 1985-1986 du Championnat de Tunisie de football était la 31e édition de la première division tunisienne à poule unique, la Ligue Professionnelle 1. Les quatorze meilleurs clubs tunisiens jouent les uns contre les autres à deux reprises durant la saison, à domicile et à l'extérieur. En fin de saison, le dernier du classement est relégué et le meilleur club de Ligue Professionnelle 2 est quant à lui promu en D1.
L'Étoile sportive du Sahel termine en tête du championnat et remporte le 5e titre de champion de son histoire; le club devance le tenant du titre, l'Espérance sportive de Tunis de 6 points et le Club Africain de 7 points. L'Espérance perd son titre de champion mais gagne un nouveau trophée après sa victoire en Coupe de Tunisie face au Club Africain.
Le Club olympique des transports aurait dû participer à la LP1 mais est remplacé pour une raison indéterminée par un club de deuxième division, l'Océano Club de Kerkennah.

## Clubs participants
| - Sfax railway sport - Océano Club de Kerkennah - Promu de LP2 - Club africain - Espérance sportive de Tunis - Étoile sportive du Sahel - CA bizertin - Club Sportif de Hammam-Lif | - Union sportive monastirienne - Stade tunisien - CS sfaxien - STIA Sousse - Promu de LP2 - Avenir sportif de La Marsa - Olympique de Béja - Promu de LP2 - Jeunesse sportive kairouanaise |

## Compétition

### Classement
Le barème de points servant à établir le classement se décompose ainsi :
- Victoire : 3 points
- Match nul : 2 points
- Défaite : 1 point

| Rang | Équipe                              | Pts | J  | G  | N  | P  | Bp | Bc | Diff |
| ---- | ----------------------------------- | --- | -- | -- | -- | -- | -- | -- | ---- |
| 1    | Étoile sportive du Sahel            | 63  | 26 | 12 | 13 | 1  | 31 | 18 | +13  |
| 2    | Espérance sportive de Tunis (T) (C) | 57  | 26 | 9  | 13 | 4  | 30 | 17 | +13  |
| 3    | Club Africain                       | 56  | 26 | 9  | 12 | 5  | 29 | 20 | +9   |
| 4    | CS sfaxien                          | 52  | 26 | 7  | 12 | 7  | 29 | 25 | +4   |
| 5    | Stade tunisien                      | 52  | 26 | 8  | 10 | 8  | 24 | 22 | +2   |
| 6    | Sfax railway sport                  | 52  | 26 | 8  | 10 | 8  | 19 | 15 | +4   |
| 7    | Jeunesse sportive kairouanaise      | 52  | 26 | 6  | 14 | 6  | 23 | 21 | +2   |
| 8    | Avenir sportif de La Marsa          | 51  | 26 | 9  | 7  | 10 | 24 | 31 | -7   |
| 9    | Club Sportif de Hammam-Lif          | 51  | 26 | 7  | 11 | 8  | 22 | 20 | +2   |
| 10   | CA bizertin                         | 51  | 26 | 9  | 7  | 10 | 21 | 20 | +1   |
| 11   | Union sportive monastirienne        | 51  | 26 | 8  | 9  | 9  | 21 | 23 | -2   |
| 12   | Océano Club de Kerkennah (P)        | 50  | 26 | 6  | 12 | 8  | 21 | 32 | -11  |
| 13   | Olympique de Béja (P)               | 47  | 26 | 4  | 13 | 9  | 14 | 30 | -16  |
| 14   | STIA Sousse (P)                     | 43  | 26 | 5  | 7  | 14 | 17 | 31 | -14  |

|  | Qualification pour la Coupe des clubs champions 1987 et pour la Coupe des clubs champions arabes de football 1987 |
|  | Qualification pour la Coupe des Coupes 1987                                                                       |
|  | Relégation directe en deuxième division                                                                           |
|  | (T) Tenant du titre (C) Vainqueur de la Coupe de Tunisie (P) Club promu de deuxième division                      |

## Bilan de la saison
| Championnat de Tunisie de football 1985-1986      |                                     |
| Champion                                          | Étoile sportive du Sahel (5e titre) |
| Coupes et trophées                                |                                     |
| Vainqueur de la Coupe de Tunisie 1985-1986        | Espérance sportive de Tunis         |
| Qualifications continentales                      |                                     |
| Coupe des clubs champions 1987                    | Étoile sportive du Sahel            |
| Coupe des Coupes 1987                             | Espérance sportive de Tunis         |
| Coupe des clubs champions arabes de football 1987 | Étoile sportive du Sahel            |
| Promotions et relégations                         |                                     |
| Promus en Ligue Professionnelle 1                 | Club olympique des transports       |
| Relégués en Ligue Professionnelle 2               | STIA Sousse                         |